# Cửa hàng tiện lợi tự động

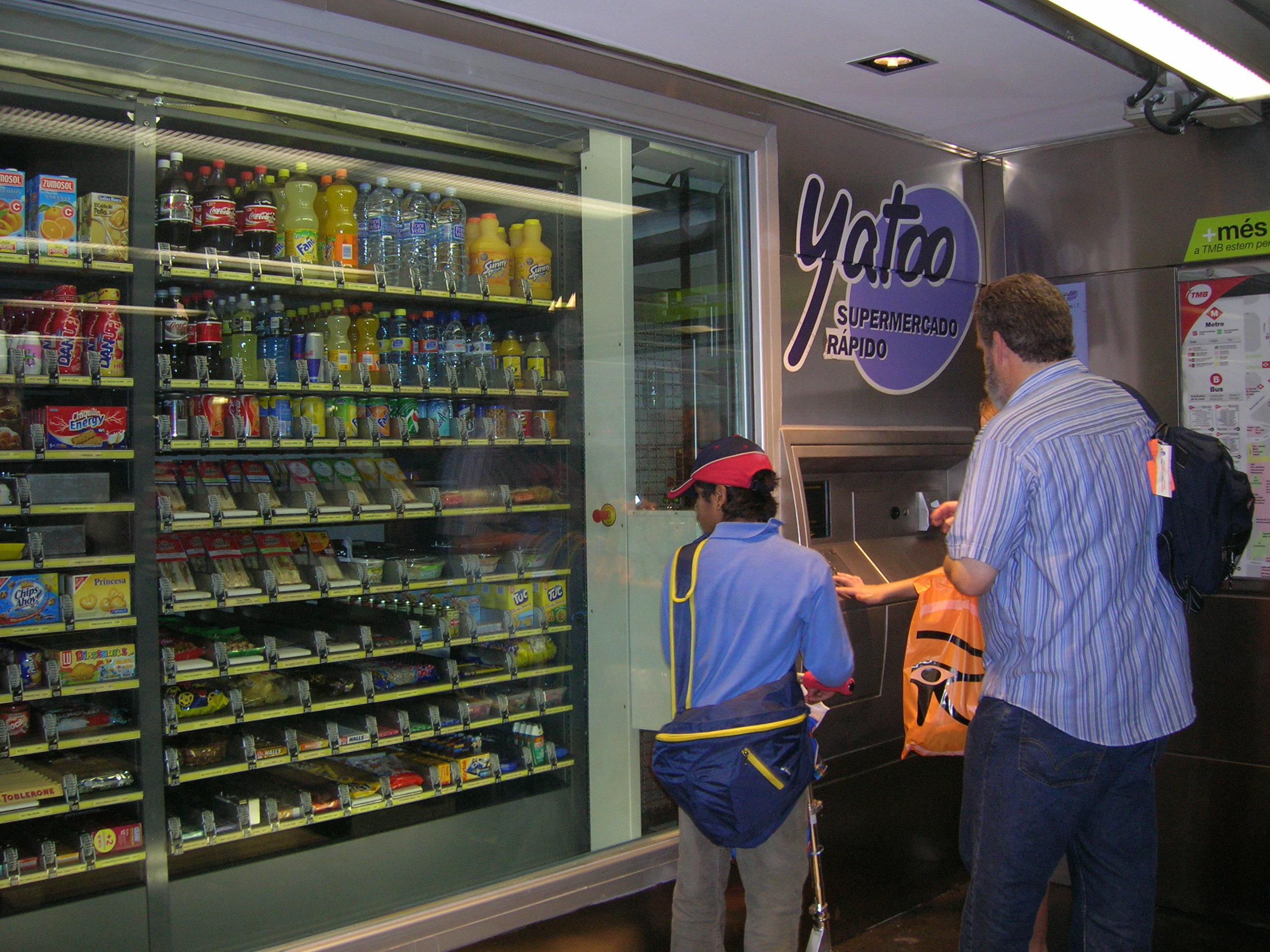
Barcelona Tây Ban Nha 2006 - cửa hàng tạp hóa tự động.

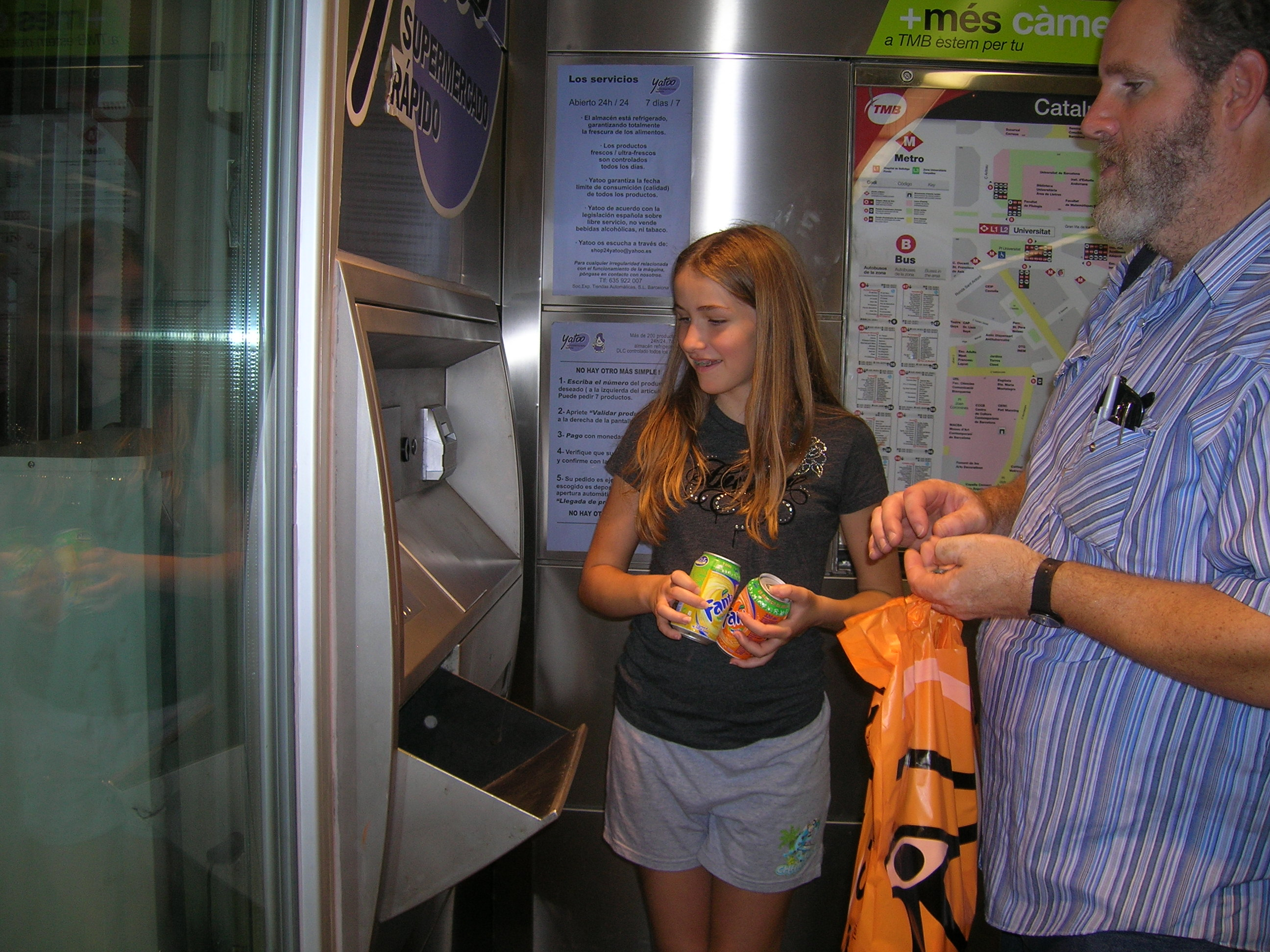
Cửa hàng tạp hóa tự động ở tàu điện ngầm Barcelona 2006.

Cửa hàng tiện lợi tự động là một loại cửa hàng tiện lợi hoạt động mà không cần sự tham gia của nhân viên thu ngân, thay vào đó sử dụng máy tính và robot để thực hiện các chức năng cần thiết.

## Ví dụ

### Robomart
Robomart đã sáng tạo ra một cửa hàng tạp hóa tự động di động trên bánh xe. Điều này cho phép khách hàng tự lựa chọn các sản phẩm tạp hóa tại nhà của họ mà không cần phải thanh toán ngay lập tức.

### Shop24
Shop24 là một hệ thống vận hành 170 cửa hàng tiện lợi tự động tại 9 quốc gia châu Âu và 7 cửa hàng tại Hoa Kỳ. Một cửa hàng trung bình có giá khoảng 90.000 đô la.

### SmartMart
Năm 1986, sau khi vợ của doanh nhân Mike Rivalto trở về nhà và trải qua trải nghiệm không vui khi phải xếp hàng lâu để thanh toán tại cửa hàng tiện lợi, ông đã nảy ra ý tưởng của SmartMart - một cửa hàng tiện lợi tự động. Sau bảy năm nghiên cứu và phát triển, ý tưởng này đã trở thành hiện thực vào giữa những năm 1990 khi công nghệ phát triển. Năm 2003, cửa hàng SmartMart đầu tiên đã được mở tại Đông Memphis. Vào năm 2011, sau khi cửa hàng thực hiện hơn 1,4 triệu giao dịch trong 8 năm, cửa hàng đã được nâng cấp bằng công nghệ mới nhất của SmartMart. Tại SmartMart, khách hàng có thể lái xe vào hoặc đi bộ đến màn hình cảm ứng máy tính và lựa chọn từ hơn 1.800 sản phẩm khác nhau. Họ có thể thanh toán bằng tiền mặt, thẻ tín dụng hoặc thẻ ghi nợ và nhận được hàng hóa thông qua ngăn kéo. Dự án SmartMart cũng bao gồm việc xây dựng bơm xăng, tuy tốn nhiều tiền hơn để thực hiện so với việc xây dựng một cửa hàng tiện lợi thông thường, nhưng tiết kiệm lao động rất đáng kể vì chỉ cần một người điều khiển trung tâm để điều hành toàn bộ hoạt động kinh doanh. Năm 2009, có báo cáo cho biết SmartMart đã bán một lon bia 24 ounce cho một người chưa đủ tuổi.